# アーサー・マッカーサー・ジュニア
アーサー・マッカーサー・ジュニア（Arthur MacArthur, Jr.、1845年6月2日 - 1912年9月5日）は、アメリカ陸軍の軍人。最終階級は陸軍中将。

## 家族構成
父は第4代ウィスコンシン州知事のアーサー・マッカーサー・シニア。妻のメアリー・ピンクニー・ハーディ・マッカーサーとの間に5人の子供がおり、長男のアーサー・マッカーサー3世は海軍軍人、三男のダグラス・マッカーサーは後に陸軍元帥となる。長男の息子（孫）に駐日アメリカ大使のダグラス・マッカーサー2世がいる。

## 南北戦争
南北戦争が始まると、第24ウィスコンシン義勇歩兵連隊に参加した。チカマウガの戦い、ストーンズリバーの戦い、第三次チャタヌーガの戦い、アトランタ方面作戦、第二次フランクリンの戦いに参加した功績により、わずか19歳で名誉大佐の地位を与えられ、少年大佐（The Boy Colonel）と呼ばれて有名になった。これらの功績により、1890年に名誉勲章を授与された。第三次チャタヌーガの戦いでのマッカーサーの活躍を歌った「オン・ウィスコンシン」 (On, Wisconsin!) という歌はウィスコンシン州の州歌になっており、ウィスコンシン大学マディソン校の校歌でもある。
マッカーサーは1865年6月に陸軍を退役すると、法律学校へ通い始めたがすぐに辞め、1866年2月23日に第17師団の少尉として軍務に復帰した。復帰した翌日には中尉に、9月には大尉に昇進するが、そのまま20年間は大尉のままだった。

## インディアン戦争
1885年にインディアン戦争のアパッチ作戦に参加し、ジェロニモ以下先住民族を殲滅させ、1897年に中佐に昇進した。

## 米比戦争時代
米西戦争の際、マッカーサーはジョージア第三連隊の参謀をしていた。1898年6月に臨時昇進して准将になると、米比戦争に義勇軍師団長として参加、1898年のマニラ戦争で少将に昇進する。米比戦争ではエミリオ・アギナルド初代フィリピン大統領を生け捕りにしたり、現地の先住民族を絶滅させる。
後にフィリピン駐留アメリカ軍司令官となり、実質的なフィリピンの植民地総督となる。

## 日露戦争
駐日アメリカ大使館付き駐在武官として日露戦争を観戦する。
1935年にフィリピン軍の軍事顧問として赴任した息子のダグラス・マッカーサー元帥がマニラホテルのスイートルームに居住した際、居間の玄関に飾られる事になる花瓶を1905年に明治天皇より贈られる。

## 晩年
1909年6月2日（64歳を超えた日）に最終階級中将で陸軍を引退した。晩年は家族と共に隠遁生活をしたと言われている。1912年9月5日にミルウォーキーで開催された南北戦争退役軍人同窓会で、演説中に壇の上で心臓発作を起こして倒れ、67歳で死亡した。最初は1912年9月7日にミルウォーキーに葬られたが、1926年にアーリントン国立墓地へ移された。